# 獨領風騷
是一部1995年的美國愛情喜劇電影，由艾美·海克琳執導和編劇，斯科特·魯丁和羅伯特·勞倫斯監製，粗略改編自简·奥斯丁在1815年出版的小說《愛瑪》。主演是艾莉西亞·席薇史東、史黛西·戴許、保羅·活特和布坦妮·梅菲。1995年7月19日在美國首映，後來衍生出了電視節目和小說。

## 演員
- 艾莉西亞·席薇史東 飾 Cher Horowitz
- 史黛西·戴許（英语：Stacey Dash） 飾 Dionne Davenport
- 布坦妮·梅菲 飾 Tai Frasier
- 保羅·活特 飾 Josh Lucas
- 丹·艾迪亞（英语：Dan Hedaya） 飾 Melvin "Mel" Horowitz
- Elisa Donovan（英语：Elisa Donovan） 飾 Amber Mariens
- 賈斯汀·沃克（英语：Justin Walker (actor)） 飾 Christian Stovitz
- 華萊士·肖恩 飾 Mr. Wendell Hall
- Twink Caplan（英语：Twink Caplan） 飾 Ms. Geist
- 茱莉·布朗（英语：Julie Brown） 飾 Coach Millie Stoeger
- 唐諾·法森（英语：Donald Faison） 飾 Murray Duvall
- 布萊克金·邁耶 飾 Travis Birkenstock
- 傑瑞米·西斯托 飾 Elton Tiscia
- 妮可·彼得貝克（英语：Nicole Bilderback） 飾 Summer

## 外部連結
- 官方网站
- 互联网电影数据库（IMDb）上《Clueless》的资料（英文）
- AllMovie上《Clueless》的资料（英文）
- Box Office Mojo上《Clueless》的資料（英文）
- 爛番茄上《Clueless》的資料（英文）